# Ozineus barbiflavus
Ozineus barbiflavus är en skalbaggsart som beskrevs av Martins och Monné 1974. Ozineus barbiflavus ingår i släktet Ozineus och familjen långhorningar. Inga underarter finns listade i Catalogue of Life.